# Rhododendron pulleanum
Rhododendron pulleanum är en ljungväxtart som beskrevs av Koorders. Rhododendron pulleanum ingår i släktet rododendron, och familjen ljungväxter. Utöver nominatformen finns också underarten R. p. maiusculum.